# Haeterius blanchardi
Haeterius blanchardi är en skalbaggsart som beskrevs av J. L. Leconte 1878. Haeterius blanchardi ingår i släktet Haeterius och familjen stumpbaggar. Inga underarter finns listade i Catalogue of Life.